# Wilmer Valderrama
Wilmer Eduardo Valderrama (Miami, 30 de enero de 1980) es un actor estadounidense-venezolano, conocido por su personaje de "Fez" en la sitcom That '70s Show. También interpreta al agente especial Nicholas Torres en la serie de televisión NCIS.

## Biografía

### Primeros años
Wilmer Eduardo Valderrama nació el 30 de enero de 1980 en la ciudad de Miami (Florida). Wilmer Valderrama creció y se crio en Venezuela, y es hijo de padre venezolano y de madre colombiana. A los tres años, él y su familia se mudaron a Venezuela, en donde vivieron durante más de 10 años. Wilmer Valderrama llegó a Los Ángeles (California) a los 14 años de edad.[cita requerida] Al llegar a Los Ángeles no hablaba inglés, pero aprendió rápidamente en la escuela y comenzó a tomar clases de teatro durante la secundaria.
Vivió parte de su infancia en la ciudad de Acarigua, en el estado Portuguesa en Venezuela, dónde estudió la escuela primaria en Los Ilustres y vivía en la urbanización El Pilar.[cita requerida]

### Trabajo profesional
Es más conocido por su papel de Fez en la exitosa serie televisiva That '70s Show (1998-2006). El actor irrumpe sonoramente en la gran pantalla con cinco largometrajes, incluyendo un papel protagonista en Unaccompanied Minors (2006), de Paul Feig. Actualmente, se halla ya en la segunda temporada de un programa de telerrealidad de atronador éxito para MTV titulado Yo Momma (2006), que produce y presenta, además de haberlo creado. El show es una competición en la que todo vale y se enfrentan los más increíbles charlatanes, uno contra otro. Wilmer también es la voz del héroe hispano ‘Manny García’ en Handy Manny (2006), una nueva serie animada para Disney Channel. 
Entre sus recientes trabajos, cabe destacar un papel protagonista en el filme independiente El muerto (2005), basado en un cómic muy exitoso y dirigido por Brian Cox; y el papel protagonista en el corto, producido por Wim Wenders, La torcedura (2004). Wilmer también aparece en el gran éxito del Festival de Sundance 2006, The Darwin Awards (2006), protagonizado por Winona Ryder y Joseph Fiennes. Presta su voz al personaje de Rodrigo en el largometraje Clifford’s Really Big Movie (2004) junto con John Ritter. Otros títulos suyos son Party Monster (2003) y Summer Catch (2001). Wilmer tenía un papel en la obra de teatro elegida por la crítica del Los Angeles Times, Blackout, que es una adaptación del largometraje Drunks (1995). También ha sido protagonista, junto a Anjelica Huston y Ben Kingsley, en la lectura del guion de Sunset Boulevard llevada a cabo por estrellas cinematográficas, bajo dirección de Peter Hunt, en el Actor’s Fund of America. 
A los catorce años, la familia de Wilmer se trasladó a Los Ángeles desde Venezuela. Aprendió pronto inglés y comenzó clases de interpretación en el instituto como ayuda para integrarse en la cultura estadounidense. Actuó en muchas piezas teatrales, entre ellas A Midsummer Night’s Dream, Rumors, And Never Been Kissed y The Impossible Years, al tiempo que se iniciaba profesionalmente en un anuncio de Pacific Bell en castellano. Siguiendo los consejos de su profesor de arte dramático, Wilmer se hizo con un agente y resultó inmediatamente contratado en el reparto de una serie de la CBS, Four Corners (1998), así como en la serie de Disney Channel Omba Makamba (1997). En el penúltimo año de bachillerato logró estar en el reparto del piloto de That '70s Show desde 1998 a 2006: cuando se filmó el piloto, él aún estaba estudiando la secundaria.
Hizo el papel de DJ Keoki en la película Party Monster (2003) junto con Macaulay Culkin, Chloë Sevigny, Seth Green y Wilson Cruz.
Desde 1996, produjo y condujo la serie de MTV Yo Momma, y apareció (involuntariamente) tres veces en otra serie de MTV, Punk'd, conducida por Ashton Kutcher, su compañero de That '70s Show.
Actualmente prepara junto con Phil Stark una serie de comedia dirigida a toda la familia que se transmitirá por Nickelodeon: el programa tiene por nombre Earth to Pablo y tratará sobre una familia normal que espera albergar en su casa a un estudiante sudamericano de intercambio y en su lugar recibe a un marciano.
Participó en el videoclip de la cantante colombiana Fanny Lu, Tú No Eres Para Mí (2008), Imagínate junto a Wisin & Yandel y T-Pain (2009). En 2011, participó en el vídeo Sexy and I Know It del grupo estadounidense LMFAO y participó en el video de Really Don't Care Demi Lovato con Cher Lloyd.
Tuvo un papel principal en la serie Awake de la cadena NBC, en la que actúa de uno de los compañeros del protagonista.
Apareció en un cameo en la serie de Disney Channel Los magos de Waverly Place protagonizada por Selena Gomez en el que interpretaba a un familiar de los Russo por parte de la madre de Alex.
En 2012, tuvo una breve aparición en Men at Work, el programa protagonizado por su antiguo compañero en That '70s Show, Danny Masterson.

## Vida personal
Tuvo una relación sentimental con Mandy Moore durante 18 meses en 2000 y 2001. 
En 2004, mantuvo una relación con la Lindsay Lohan. Desde 2010 hasta 2016, mantuvo una relación con Demi Lovato, cuando tenía 17 años y se oficializó a los 18; siendo una pareja de 12 años de diferencia; cuestionada en ese momento y en 2022, cuando Lovato expuso la perversidad de que él saliera con ella a esa edad. La pareja se separó.
El 23 de julio de 2019, inició una relación con la modelo Amanda Pacheco (1990), oriunda de San Diego (California). El 1 de enero de 2020, se comprometieron en La Jolla. El 21 de diciembre de ese año, anunciaron su embarazo. El 14 de enero de 2021, revelaron que sería una niña y el 15 de febrero, nació Nakano Oceana en Los Ángeles.El 27 de febrero de 2025, anunciaron que esperaban otro hijo. El 16 de abril, revelaron que sería un varón y el 11 de julio, nació Wolf Monte; también en Los Ángeles.

## Carrera musical
En 2009 protagonizó el vídeo musical de Imagínate canción del dúo Wisin & Yandel en colaboración con T-Pain, estrenado el 2 de noviembre. El 11 de marzo de 2011, Valderrama se mostró como Eduardo Fresco con su nueva canción The Way I Fiesta. Su director fue Akiva Schaffer, uno de los integrantes del grupo The Lonely Island. Participó como bailarín en el vídeo del grupo LMFAO "I'm Sexy and I Know It" estrenado el 16 de septiembre de 2011. También se le vio en un pequeño fragmento junto a su novia Demi Lovato en su vídeo musical "Really Don't Care", estrenado el 26 de junio de 2014; y en el vídeo musical "First Time" del grupo Jonas Brothers, estrenado el 18 de julio de 2013. En 2017 protagonizó el vídeo musical de Felices los 4, canción del cantante Maluma. En 2020 participó en el vídeo musical "Holy" del cantante canadiense Justin Bieber junto a Chance the Rapper.

## Filmografía

### Cine
| Año  | Título                              | Rol                                     | Notas                                                              |
| ---- | ----------------------------------- | --------------------------------------- | ------------------------------------------------------------------ |
| 2001 | Summer Catch                        | Mickey Dominguez                        |                                                                    |
| 2003 | Party Monster                       | Keoki                                   |                                                                    |
| 2004 | Clifford's Really Big Movie         | Rodrigo (voz)                           |                                                                    |
| 2005 | Beauty Shop                         | Corky/Stacy                             | Sin acreditar                                                      |
| 2006 | The Darwin Awards                   | Documental                              |                                                                    |
| 2006 | Fast Food Nation                    | Raul                                    | Nominado – Imagen Foundation Awards Mejor Actor en cine            |
| 2006 | Unaccompanied Minors                | Van Bourke                              |                                                                    |
| 2006 | Zoom                                | Marksman                                |                                                                    |
| 2007 | El Muerto                           | Diego de la Muerte / El Muerto          |                                                                    |
| 2007 | The Condor                          | Tony Valdez (voz)                       |                                                                    |
| 2008 | Columbus Day                        | Max                                     |                                                                    |
| 2008 | Days of Wrath                       | Daniel                                  |                                                                    |
| 2010 | The Dry Land                        | Raymond Gonzales                        |                                                                    |
| 2011 | From Prada to Nada                  | Bruno                                   | Nominado – Imagen Foundation Awards Mejor actor de reparto en cine |
| 2011 | Larry Crowne                        | Dell Gordo                              |                                                                    |
| 2011 | The Brooklyn Brothers Beat the Best | Jason                                   |                                                                    |
| 2014 | School Dance                        | Flaco                                   |                                                                    |
| 2015 | The Girl Is in Trouble              | Angel                                   |                                                                    |
| 2015 | To Whom It May Concern              | Sam                                     |                                                                    |
| 2016 | The Adderall Diaries                | Josh                                    |                                                                    |
| 2017 | Demi Lovato: Simply Complicated     | Él mismo                                | Documental                                                         |
| 2018 | Charming                            | Príncipe Azul (voz)                     | También productor ejecutivo                                        |
| 2019 | Trouble                             | Thurman "The Thurminator" Sanchez (voz) | También productor ejecutivo                                        |
| 2020 | Onward                              | Gaxton (voz)                            |                                                                    |
| 2021 | Blast Beat                          |                                         | Completada                                                         |
| 2021 | Encanto                             | Agustín Madrigal (voz)                  |                                                                    |

### Televisión
| Año           | Título                             | Rol                         | Notas                                                                                   |
| ------------- | ---------------------------------- | --------------------------- | --------------------------------------------------------------------------------------- |
| 1998          | Four Corners                       | Antonio                     | 4 episodios                                                                             |
| 1998–2006     | That '70s Show                     | Fez                         | 200 episodios                                                                           |
| 2002          | Grounded for Life                  | Eugenio                     | Episodio: "Mustang Lilly"                                                               |
| 2002          | MADtv                              | Punch                       | 1 episodio                                                                              |
| 2003          | Punk'd                             | Él mismo                    | 3 episodios                                                                             |
| 2004          | Higglytown Heroes                  | Helicopter Pilot Hero (voz) | Episodio: "Higgly Islands"                                                              |
| 2005          | Robot Chicken                      | Fez (voz)                   | Episodio: "Gold Dust Gasoline"                                                          |
| 2006–07       | Yo Momma                           | Host                        | 64 episodios; también creador y productor                                               |
| 2006          | The Sopranos                       | Él mismo                    | Episodio: "Luxury Lounge"                                                               |
| 2006          | Shorty McShorts' Shorts            | Nestor                      | Episodio: "Dudley and Nestor Do Nothing"                                                |
| 2006–12       | Handy Manny                        | Manny Garcia (voz)          | 97 episodios                                                                            |
| 2007          | That's Our Joe                     | Almerià                     | Episodio: "Padre De Joe F."                                                             |
| 2010          | Extreme Makeover: Home Edition     | Él mismo                    | Episodio: "The Williams Family"                                                         |
| 2010          | Wizards of Waverly Place           | Uncle Ernesto               | Episodio: "Uncle Ernesto"                                                               |
| 2011          | The Cleveland Show                 | Diego (voz)                 | Episodio: "How Do You Solve a Problem Like Roberta?"                                    |
| 2011–12       | Royal Pains                        | Eric Kassabian              | 3 episodios                                                                             |
| 2011          | NTSF:SD:SUV::                      | Enrique                     | Episodio: "Piper Doesn't Live Here Anymore"                                             |
| 2011          | Figgle Chat with Fred Figglehorn   | Eduardo Fresco              | Episodio: "FRED Interviews Eduardo Fresco"                                              |
| 2012          | Awake                              | Detective Efrem Vega        | 13 episodios                                                                            |
| 2012–13       | Suburgatory                        | Yoni                        | 2 episodios                                                                             |
| 2012          | Special Agent Oso                  | Manny Garcia                | Episodio: The Manny With the Golden Bear                                                |
| 2012          | Are You There, Chelsea?            | Tommy                       | Episodio: "Those Damn Yankees"                                                          |
| 2012          | Men at Work                        | Eri Ricaldo                 | Episodio: "Crazy for Milo"                                                              |
| 2012          | Minuto Para Ganar                  | Él mismo                    | Concursante                                                                             |
| 2012–13       | Raising Hope                       | Ricardo Montes              | 4 episodios                                                                             |
| 2013          | RuPaul's Drag Race                 | Él mismo                    | Episodio: "Drama Queens"                                                                |
| 2014–16       | From Dusk till Dawn: The Series    | Don Carlos Madrigal         | 23 episodios                                                                            |
| 2014          | Matador                            | Party Guest                 | Sin acreditar; Episodio: "Quid Go Pro"                                                  |
| 2015          | Minority Reports                   | Will Blake                  | 10 episodios                                                                            |
| 2016          | Lip Sync Battle                    | Él mismo                    | Episodio: "Gina Rodriguez vs. Wilmer Valderrama"                                        |
| 2016          | Grey's Anatomy                     | Kyle Diaz                   | 5 episodios                                                                             |
| 2016–presente | NCIS                               | Nicholas "Nick" Torres      | Personaje regular / Imagen Foundation Awards Mejor Actor de reparto - Televisión (2019) |
| 2016–17       | The Ranch                          | Umberto                     | 4 episodios                                                                             |
| 2017          | NCIS: New Orleans                  | Nicholas "Nick" Torres      | Episodio: "Pandora's Box (Part II)"                                                     |
| 2017          | The Price Is Right                 | Él mismo                    | Episodio: "Celebrity Charity Week – Day 2"                                              |
| 2018          | Last Week Tonight with John Oliver | Bird                        | Episodio: "Crisis in Venezuela"                                                         |
| 2020          | Gentefied                          | Rob                         | Episodio: "Casimiro"                                                                    |
| 2023          | That '90s Show                     | Fez                         | 3 episodios                                                                             |

### Videojuegos
| Año  | Título                       | Rol   |
| ---- | ---------------------------- | ----- |
| 2005 | Scarface: The World Is Yours | Pablo |

### Director
| Year | Title                                                       | Notes                 |
| ---- | ----------------------------------------------------------- | --------------------- |
| 2010 | Imagination Movers                                          | Episodio: "Mouse Day" |
| 2013 | Salud – SkyBlu feat. Sensato, Reek Rude & Wilmer Valderrama | Videoclip musical     |

### Vídeos musicales
| Año                             | Título               | Artista                 | Director        |
| ------------------------------- | -------------------- | ----------------------- | --------------- |
| 2008                            | Tú no eres para mí   | Fanny Lu                | Simón Brand     |
| 2010                            | "Imagínate"          | Wisin & Yandel, T-Pain  | Jessy Terrero   |
| 2011                            | "Sexy and I Know It  | LMFAO                   | Mickey Finnegan |
| 2014                            | "Really Don't Care"  | Demi Lovato, Cher Lloyd | Ryan Pallotta   |
| "L.A. Love (La La)"             | Fergie, YG           | Rich Lee                |                 |
| "Pura Vida"                     | Don Omar             | Jessy Terrero           |                 |
| "Nightingale"                   | Demi Lovato          | Black Coffee            |                 |
| 2017                            | "Felices los 4"      | Maluma                  | Jessy Terrero   |
| "Felices los 4 (Salsa Version)" | Maluma, Marc Anthony |                         |                 |
| 2020                            | Holy                 | Justin Bieber           | Colin Tilley    |

## Discografía

### Sencillos
| Año  | Título                                  | Álbum |
| ---- | --------------------------------------- | ----- |
| 2011 | "The Way I Fiesta" (feat. Clayton Vice) | -     |

### Invitado
| Año  | Título | Otros artistas             | Álbum       |
| ---- | ------ | -------------------------- | ----------- |
| 2013 | Salud  | SkyBlu, Sensato, Reek Rude | Rebel Music |